# Endorotatie
Endorotatie is de beweging van een ledemaat in het transversale vlak en om de longitudinale as naar binnen vanuit de neutrale uitgangshouding – de anatomische houding. Endorotatie kan plaatsvinden in het schoudergewricht, het heupgewricht en, bij een gebogen knie, in het kniegewricht. Het tegenovergestelde van endorotatie is exorotatie.
Endorotatie van de schouder: onderarm naar voren met elleboog tegen lichaam, onderarm naar binnen draaien.